# أكابولكو
أكابولكو المعروفة رسميًا باسم أكابولكو دي خواريز (بالإسبانية: Acapulco de Juárez)‏ هي مدينة وبلدية وميناء بحري رئيسي في ولاية غيريرو التي تقع على ساحل المحيط الهادئ في المكسيك 300 كيلومتر (190 ميل) جنوب غرب مدينة مكسيكو. وتقع مدينة أكابولكو على خليج نصف دائري عميق، في السابق كانت ميناء في الفترة الاستعمارية المبكرة من تاريخ المكسيك. كما أنها تعد محطة توقف للسفن من أجل الشحن البحري وخطوط الرحلات البحرية التي تعمل بين بنما وسان فرانسيسكو في كاليفورنيا في الولايات المتحدة. وتعد مدينة أكابولكو أكبر مدن الدولة، وأكبر بكثير من مدينة تشيلبانسنجو عاصمة الدولة. كما أنها أكبر شواطئ المكسيك وهي المدينة التي يوجد بها المنتجع الأمريكي اللاتيني.
وتشتهر المدينة بأنها واحدة من أقدم المنتجعات الشاطئية وأكثرها شهرة في المكسيك، والتي جاءت في الصدارة في الخمسينيات من القرن العشرين (1950) باعتبارها ملاذًا لنجوم هوليوود والمليونيرات. ولا تزال أكابولكو تشتهر بالحياة الليلية وتجذب العديد من السياح الذين يأتون من أجل الترفيه على الرغم من أن معظمهم في الوقت الحالي من المكسيك نفسها. وتنقسم منطقة المنتجع إلى قسمين: الطرف الشمالي للخليج وهو المنطقة «التقليدية»، التي كانت المنطقة المشهورة في منتصف القرن العشرين بقضاء العطلات، والطرف الجنوبي الذي يسوده أحدث الفنادق الفاخرة الشاهقة.
يأتي اسم «أكابولكو» من لغة ناواتل Aca-pōl-co، والتي تعني «حيثما تم تدمير القصب أو إزالته». وتمت إضافة «دي خواريز» إلى الاسم الرسمي عام 1885 لتكريم رئيس المكسيك السابق بينيتو خواريز (Benito Juárez). ويظهر على ختم المدينة قصب مكسور أو عصا مكسورة.

## وصلات خارجية
- الموقع الرسمي